# 3-я отдельная механизированная бригада (1-го формирования)
3-я отдельная механизированная бригада — воинское соединение автобронетанковых войск (ранее механизированных войск) РККА Вооружённых Сил СССР.
Сокращённое наименование — 3 омехбр.

## История
1932 год
Советское государство успешно развивало промышленность. Военные заводы осваивали выпуск новой техники и налаживали её массовый выпуск. В это время развивалась и военное искусство, в армии и на флоте проводились учения и манёвры на которых отрабатывались теоретические разработки ведения военных действий с использованием преимуществ авиации, мотострелковых войск, современной артиллерии и, конечно же, танковых войск.
15 мая Белорусском военном округе в г. Старые Дороги Белорусской ССР на базе 12-го стрелкового полка 4-й стрелковой дивизии и некоторой части личного состава 3-го кавалерийского корпуса, прошедших автобронетанковые курсы. Командир бригады П. П. Рулев.
Местом дислокации бригады назначена юго-западная окраина местечка Старые Дороги, где строился военный городок получивший позже посёлок Новый. Выбор места расположения бригады был обоснован оперативными соображениями и географическими особенностями.
После сбора всего личного состава в Старых Дорогах весь командный состав был направлен для переподготовки на автобронетанковые курсы, а административно-хозяйственный состав с младшими командирами и красноармейцами участвовал в строительстве казарм для солдат, парков и домов для командного состава. Одновременно со строительством осуществлялось переформирование батальонов и рот стрелкового полка в танковые.
После приёма танков бригада имела в своём составе три линейных отдельных танковых батальона и один отдельный учебный танковый батальон. На вооружении было около 250 танков и более 20 бронеавтомобилей.
1933 год
Военный городок строился. Танкисты обучались ведению боевых действий. Командно-начальствующий состав комплектовался в основном командирами-выпускниками бронетанковых училищ и Военной академии механизации и моторизации РККА имени И. В. Сталина. Кроме того командиры из других родов войск, пожелавшие связать свою службу с танковыми войсками, проходили подготовку на автобронетанковых курсах. Подготовкой младшего командного состава и красноармейцев занимались в учебном танковом батальоне бригады.
В мае за активную работу и организаторские способности, проявленные при формировании бригады, комбриг Павел Рулев был награждён орденом Красного Знамени.

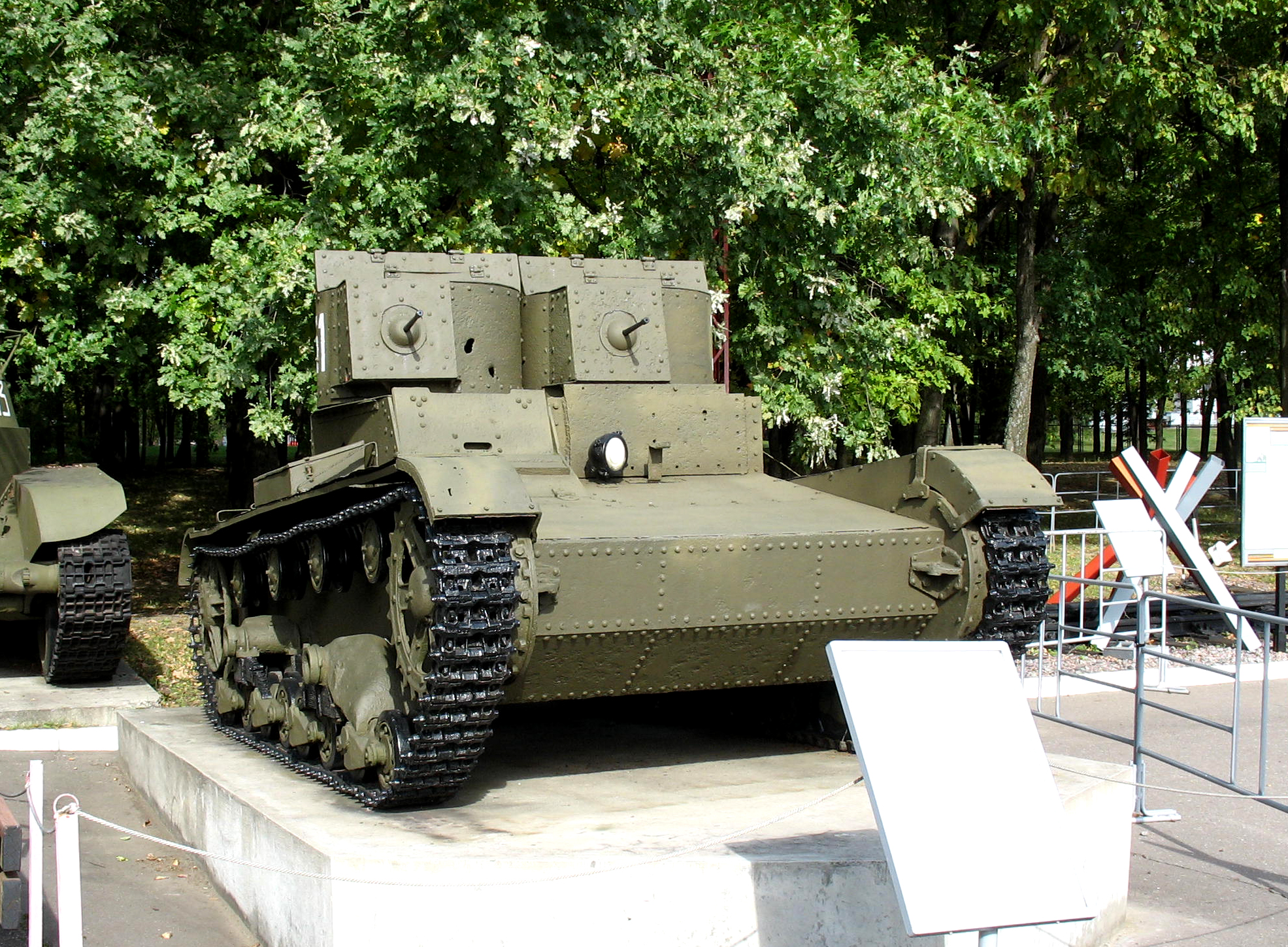
Двухбашенный Т-26 ранних выпусков с цельноклёпаными корпусом и башнями и пулемётным вооружением

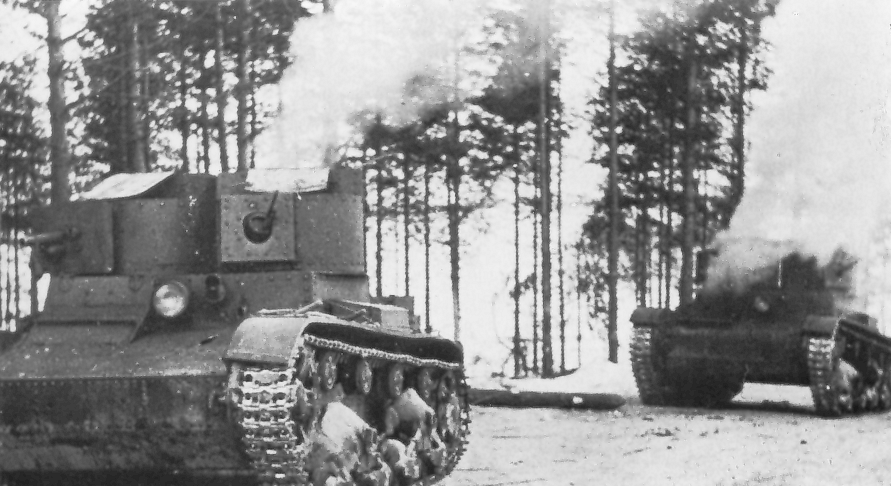
Т-26 с клёпаным корпусом и башнями и пулемётно-пушечным вооружением

В 1932—1937 годах бригада находилась в Старых Дорогах.
На вооружение поступали отечественные советские лёгкие танки Т-26 и быстроходные лёгкие танки БТ, лёгкие химические (огнемётные) танки ХТ-26, малые плавающие танки (танкетки) Т-37А, танкетки Т-27, бронеавтомобили БА-27, ФАИ, БА-И, БА-3, полковые орудия, зенитные пулемёты.
- Т-26 — советский лёгкий танк, находившийся на вооружении с 1931 года. В 1931 году танк имел две башни, в которых устанавливались 7,62-мм пулемёты ДТ-29 (Дегтярёв, танковый). С 1932 года в правой башне устанавливалась 37-мм пушка, а в левой башне 7,62-мм пулемёт ДТ-29. С весны 1933 года было принята на вооружение модель однобашенного Т-26 с противотанковой 45-мм противотанковая пушка образца 1932 года. В башне также устанавливался 7,62-мм пулемёт ДТ-29. С 1935 года часть башенных пулемётов начали оборудовать, из расчёта на каждый пятый танк, для ведения боевых действий ночью двумя закреплёнными на маске орудия фарами-прожекторами — так называемыми «фарами боевого света». С конца 1935 года на Т-26 начала устанавливаться дополнительная шаровая установка с пулемётом ДТ-29 в кормовом листе башни. Часть танков оборудовалась радиостанцией с вынесенной на башню поручневой антенной.

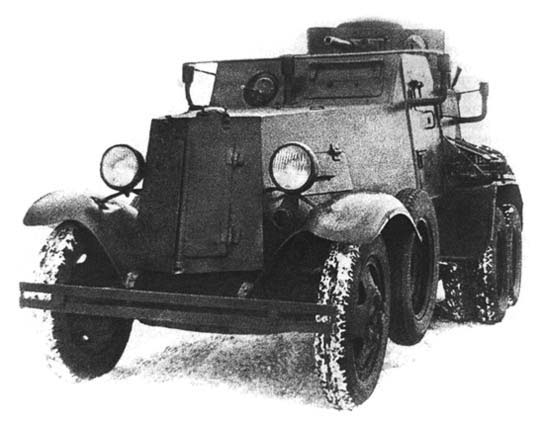
Испытания бронеавтомобиля БА-И с установленной в экспериментальном порядке радиостанцией 71-ТК-1 с поручневой антенной. НИИБТ полигон в Кубинке, зима 1933 года

Трёхосные грузовые автомобили «Форд-Тимкен» во дворе завода «Гудок Октября», 1932 год

Строительство военного городка длилось несколько лет. Строительные работы выполнялись военнослужащими и рабочими из близлежащих деревень. В городке преобладали одноэтажные кирпичные и деревянные здания. Для семей комсостава были построены одноэтажные многоквартирные дома, рассчитанные на размещение нескольких семей. В «детском секторе» клуба разместились семилетняя школа и детский сад. К 1936 г. военный городок по размерам был сопоставим с самими Старыми Дорогами того времени.
1936 год
В 1936 мотомеханизированные войска были переименованы в автобронетанковые.
1937 год

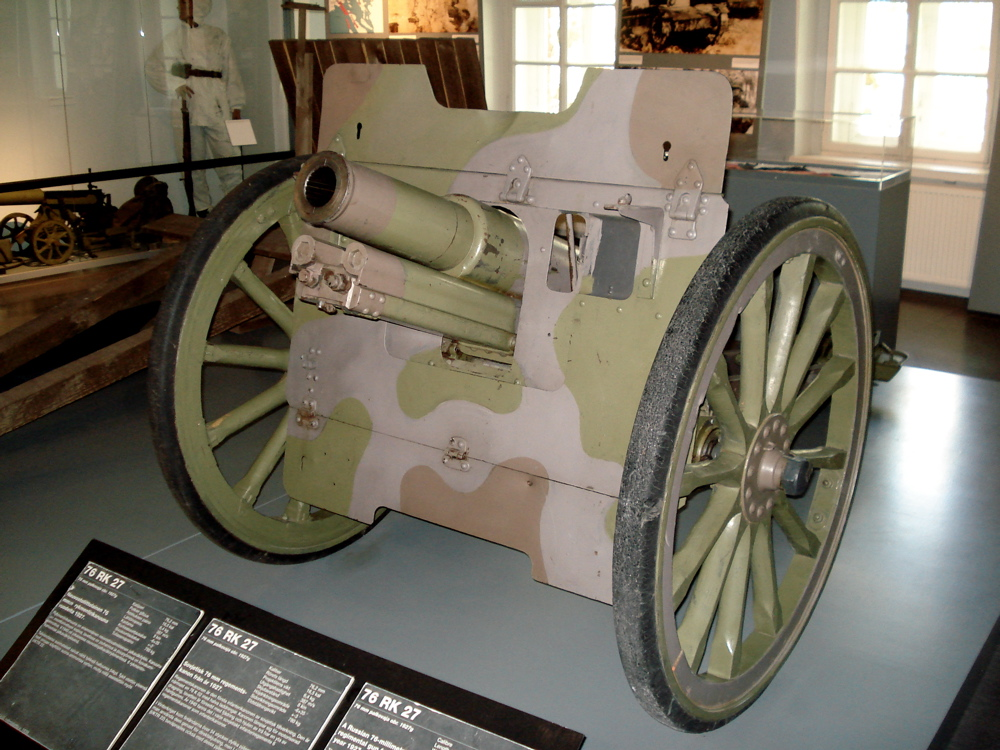
76-мм полковая пушка обр. 1927 г., вариант на деревянных колёсах

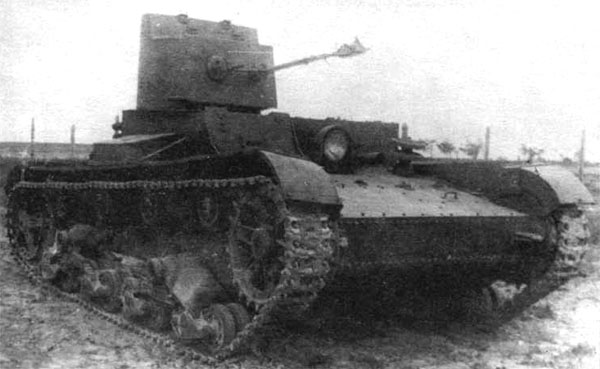
Химический танк ХТ-26

На вооружении бригады в это время состояли револьверы и пистолеты в том числе револьверы системы Нагана и пистолеты ТТ; винтовки Мосина; автоматические винтовки Симонова образца 1936 года; станковые пулемёты Максима; (ручные пулемёты конструкции Дегтярёва); грузовые автомобили ГАЗ-АА и ГАЗ-ММ; легковые автомобили ГАЗ-А и ГАЗ-М-1; установки для распыления химических веществ; огнемёты; дымовые шашки; пушки; танки.
Осенью командование Красной Армии произвело обмен механизированными бригадами между Киевским и Белорусским военными округами.
В ноябре 3-я омехбр передана в состав Киевского военного округ с местом пребывания в Киеве Украинской ССР, а вместо неё из г. Киева в Белорусский ВО передана 8-я омехбр в г. Старые Дороги.
1938 год
1 мая в Киеве проводилась демонстрация трудящихся посвящённая Дню международной солидарности трудящихся и проводился военный парад, в котором принимала участие бригада. Командир бригады комбриг В. В. Новиков.
26 июля Главный Военный совет Красной Армии принял постановление преобразовать Киевский военный округ в Киевский Особый военный округ (далее КОВО), а в округе создать группы армейского типа.
Бригада вошла в состав Житомирской армейской группы. Житомирская группа являлась объединением армейского типа, состоявшим из соединений и частей стрелковых, танковых войск и войск обеспечения, учреждений и заведений, дислоцировавшиеся на территории Житомирской, Киевской и Черниговской областей. Формирование управления армейской группы должно было закончиться к 1 сентября.
В текущем году автобронетанковых войсках проводилась перенумерация и переименование соединений, а также переход их на новые штаты. В августе 3-я отдельная механизированная бригада получила название 36-я легкотанковая бригада.

## Полное наименование
3-я отдельная механизированная бригада

## Подчинение
- 15.05.1932 — ноябрь 1937: Белорусский военный округ
- ноябрь 1937 — 26.07.1938: Киевский военный округ
- 26.07 — август 1938: Киевский Особый военный округ

## Командование
- Командиры бригады:
  - Павел Петрович Рулев, комбриг
  - Василий Васильевич Новиков, комбриг (в 1938)
- Начальник штаба Михаил Михайлович Катков, полковник (до 08.1938)
- Начальники оперативной части:
  - Александр Петрович Старокошко, майор (15.05.34-23.12.36), …
  - Иван Михайлович Климанов, майор (до 08.1938)
- Начальник инженерной службы Давид Варфоломеевич Мишнев, майор
- Начальник политотдела Пётр Авксентьевич Земляной, батальонный комиссар (до 08.1938)
- командир 1 го отдельного танкового батальона капитан, майор И. Д. Черняховский
- Командир Отдельной сапёрной роты капитан Фёдор Леонтьевич Гришанов (до 08.1938)

## Состав
На 15.05.1932:
- Управление бригады
- 1-й отдельный танковый батальон
- 2-й отдельный танковый батальон
- 3-й отдельный танковый батальон
- Отдельный учебный танковый батальон
- Специальные подразделения:
  - отдельный разведывательный батальон
  - отдельный сапёрный батальон
  - отдельный стрелковый батальон
  - отдельный артиллерийский дивизион
  - отдельная химическая рота
  - отдельная зенитно-пулемётная рота
  - отдельная рота связи
  - отдельная рота регулирования
- Техническая база